# Jacques Guittet
Jacques Guittet –conocido como Jack Guittet– (Casablanca, 12 de enero de 1930–Mignaloux-Beauvoir, 16 de enero de 2025) fue un deportista francés que compitió en esgrima, especialista en las modalidades de florete y espada.
Participó en dos Juegos Olímpicos de Verano en los años 1960 y 1964, obteniendo una medalla de bronce en Tokio 1964 en la prueba por equipos. Ganó ocho medallas en el Campeonato Mundial de Esgrima entre los años 1958 y 1965.

## Palmarés internacional
| Juegos Olímpicos   | Juegos Olímpicos            | Juegos Olímpicos  | Juegos Olímpicos    |
| Año                | Lugar                       | Medalla           | Prueba              |
| ------------------ | --------------------------- | ----------------- | ------------------- |
| 1964               | Tokio (Japón)               | Medalla de bronce | Espada por equipos  |
| Campeonato Mundial |                             |                   |                     |
| Año                | Lugar                       | Medalla           | Prueba              |
| 1958               | Filadelfia (Estados Unidos) | Medalla de oro    | Florete por equipos |
| 1958               | Filadelfia (Estados Unidos) | Medalla de bronce | Espada por equipos  |
| 1959               | Budapest (Hungría)          | Medalla de bronce | Espada por equipos  |
| 1961               | Turín (Italia)              | Medalla de oro    | Espada individual   |
| 1961               | Turín (Italia)              | Medalla de plata  | Espada por equipos  |
| 1962               | Buenos Aires (Argentina)    | Medalla de oro    | Espada por equipos  |
| 1963               | Danzig (Polonia)            | Medalla de plata  | Espada por equipos  |
| 1965               | París (Francia)             | Medalla de oro    | Espada por equipos  |